# Zasłonista Ławka
Zasłonista Ławka (ok. 2105 m) – przełączka w Dolinie Kaczej w słowackich Tatrach Wysokich, znajdująca się pomiędzy Zasłonistą Turnią a Kaczym Mnichem. Ku północy opada z niej potężna Depresja Sawickiego oddzielająca urwiska Kaczego Mnicha i Zasłonistej Turni. Od wschodu jej łatwy do przejścia stok opada do zachodniej części Kaczego Bańdziocha zwanej Żelaznym Bańdziochem.

## Taternictwo
Pierwsze przejściePrawdopodobnie podczas pierwszego wejścia na Zasłonistą Przełączkę: Paweł Bester, Ferdynand Goetel, Walery Goetel i A. Kowalski 20 sierpnia 1908 r.
Drogi wspinaczkowe
1. Od północy Depresją Sawickiego; IV, 2 godz. 30 min
2. Z Kaczego Bańdziocha; I, 25 min[1].